# Canal de Carpentras

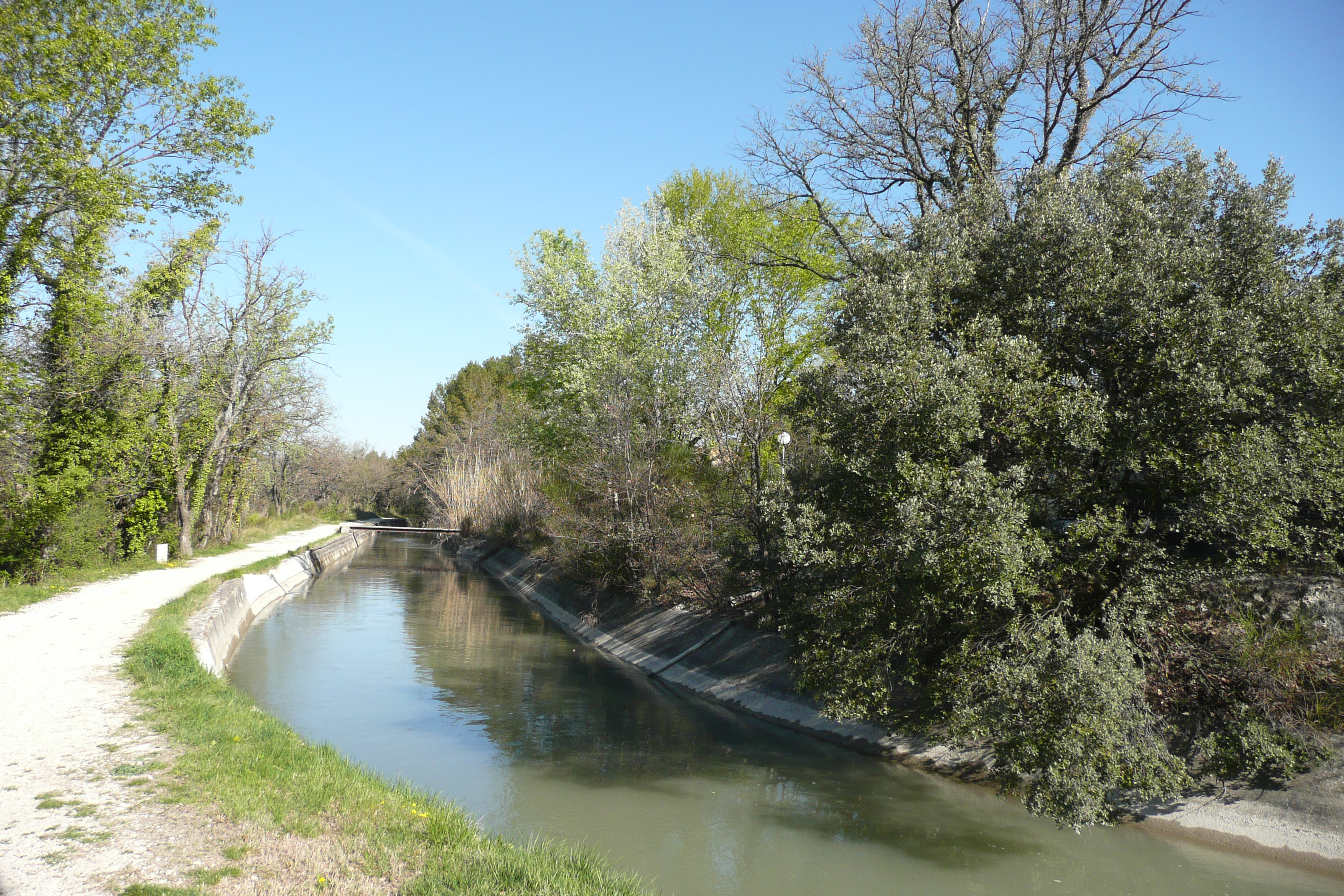
Canal de Carpentras bei Cambuisson

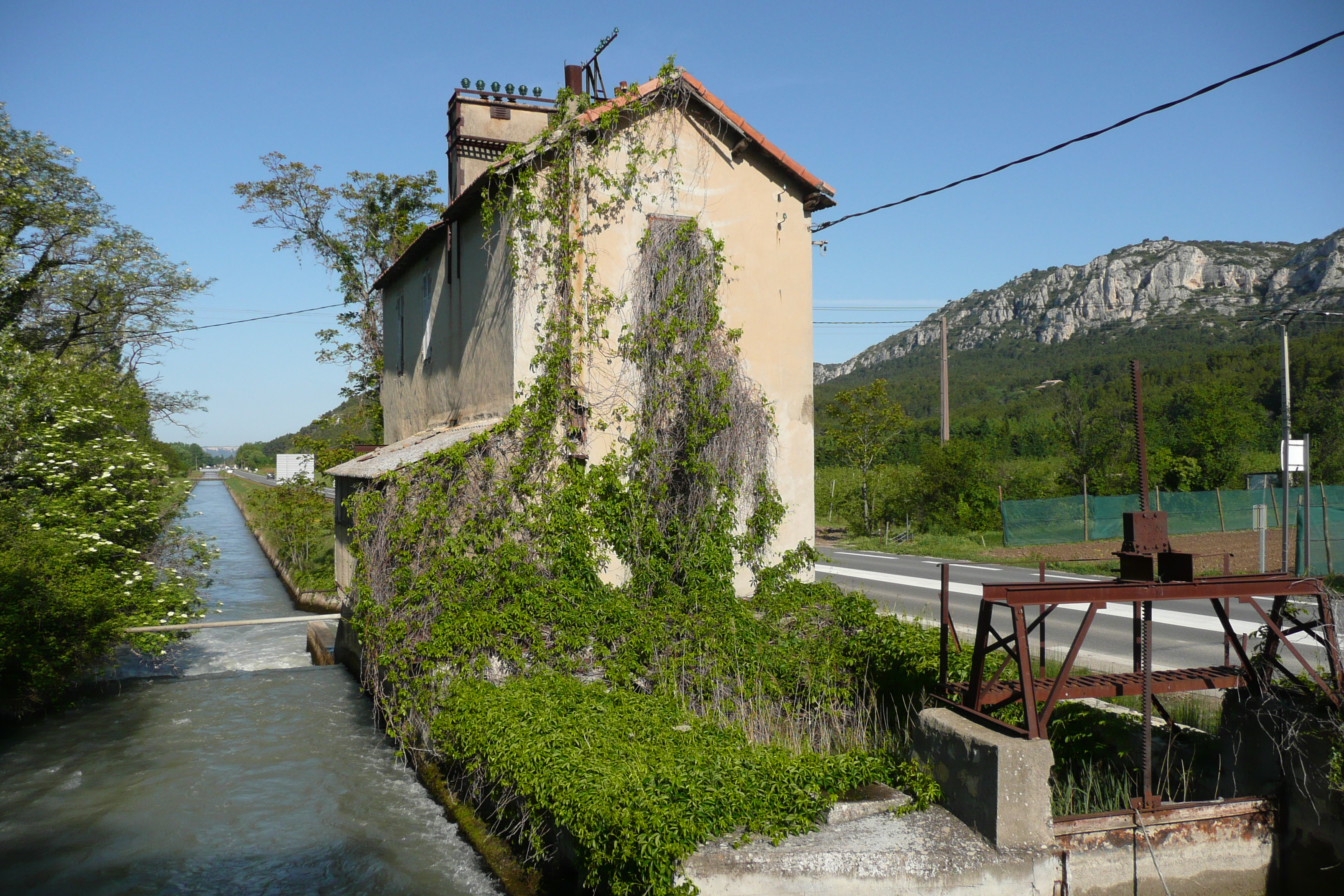
Canal de Carpentras bei Champeau (Mérindol)

Der Canal de Carpentras ist ein im Wesentlichen im Département Vaucluse (Frankreich) gelegenes Bewässerungsbauwerk. Für seine Errichtung (1849–1857) wurde sein Gründer und erster Direktor, Louis Giraud, von Napoléon III. zum Ritter der Légion d’honneur ernannt.
Die Wasseraufnahme erfolgt bei Mallemort (Département Bouches-du-Rhône) aus der Durance. Die Länge des Hauptkanals, der bei Travaillan in die Aygues mündet, beträgt 69 Kilometer. Dazu kommen sekundäre und tertiäre Kanäle mit einer Gesamtlänge von 725 Kilometern. Das Kanalnetz erstreckt sich über eine zu bewässernde Fläche von 10.600 Hektar zwischen Mont Ventoux im Norden, der Rhône im Westen, der Durance im Süden und dem Luberon im Osten.
Für den Bau wurde eine Summe von 4.700.000 Goldfranken benötigt, wovon ein Drittel durch staatliche Subventionen und zwei Drittel von den begünstigten Landwirten aufgebracht wurden.

## Geschichte

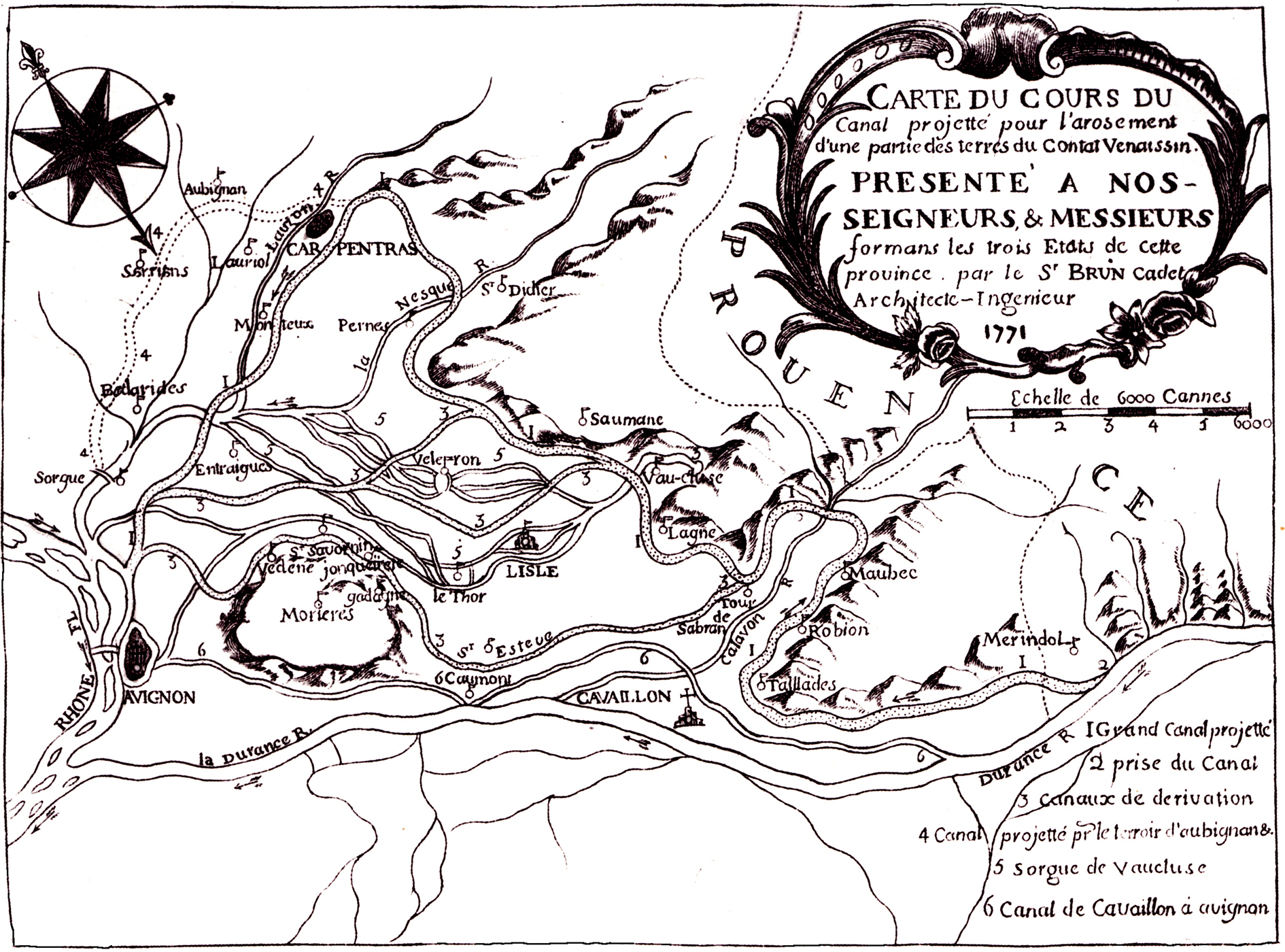
Schematische Darstellung des vorgesehenen Kanalnetzes

Bereits in den Jahrhunderten vor der Errichtung des Canal de Carpentras gab es mehr oder weniger weit fortgeschrittene Projekte zur Bewässerung der Region. Ab 1849 erfolgten erste Firmenzusammenschlüsse und 1853 die Bildung eines endgültigen Verbandes zur Errichtung des Kanals. Am 12. Juli 1857 wurde der Kanal in Anwesenheit von Louis Giraud und Kaiserin Eugénie feierlich eröffnet. Am 8. September 1860 übergab Napoleon III. bei einem Besuch in Orange Louis Giraud die Insignien der Ehrenlegion.

## Bauwerke
- Aquädukt (aqueduc) von Galas bei Fontaine-de-Vaucluse[3]
- Pont-aqueduc des Cinq-Cantons[3]
- Pumpstation der Euze bei Caromb[4]
- 150 Steinbrücken[1]